# Stereospermum chelonoides
|  | Dieser Artikel wurde aufgrund von formalen oder inhaltlichen Mängeln in der Qualitätssicherung Biologie im Abschnitt „2025“ zur Verbesserung eingetragen. Dies geschieht, um die Qualität der Biologie-Artikel auf ein akzeptables Niveau zu bringen. Bitte hilf mit, diesen Artikel zu verbessern! Artikel, die nicht signifikant verbessert werden, können gegebenenfalls gelöscht werden. Lies dazu auch die näheren Informationen in den Mindestanforderungen an Biologie-Artikel. Begründung: Vollprogramm |

Stereospermum chelonoides ist eine Baumart, die in Südasien und Südostasien beheimatet ist.
Der laubabwerfende Baum erreicht eine Höhe von 10 bis über 25 m. Die meist gegenständigen und gestielten Laubblätter sind gefiedert. Die kurz gestielten, ganzrandigen bis fein gesägten Blättchen sind eiförmig bis elliptisch und zugespitzt bis rundspitzig. Sie sind leicht fein und klebrig behaart. 
Die duftenden, rosa bis gelben, gestielten Blüten stehen in endständigen, lockeren und klebrig behaarten Rispen. Die trichterförmigen und fünfzähligen Blüten mit doppelter Blütenhülle sind zwittrig. Der kleine Kelch ist klebrig behaart. Die Krone ist klebrig behaart. Es sind 4 didynamische und eingeschlossene Staubblätter ausgebildet, eines ist verkümmert. Der oberständige Fruchtknoten ist rippig, es ist ein Diskus vorhanden.
Es werden lange, längliche und holzige, rippige Kapselfrüchte gebildet. Die flachen Samen sind beidseits geflügelt.
Die Rinde und Wurzeln werden zu Arzneimitteln verarbeitet, die Blüten in der Küche genutzt. Das nicht besonders beständige Holz wird unter anderem in der Möbelindustrie genutzt.

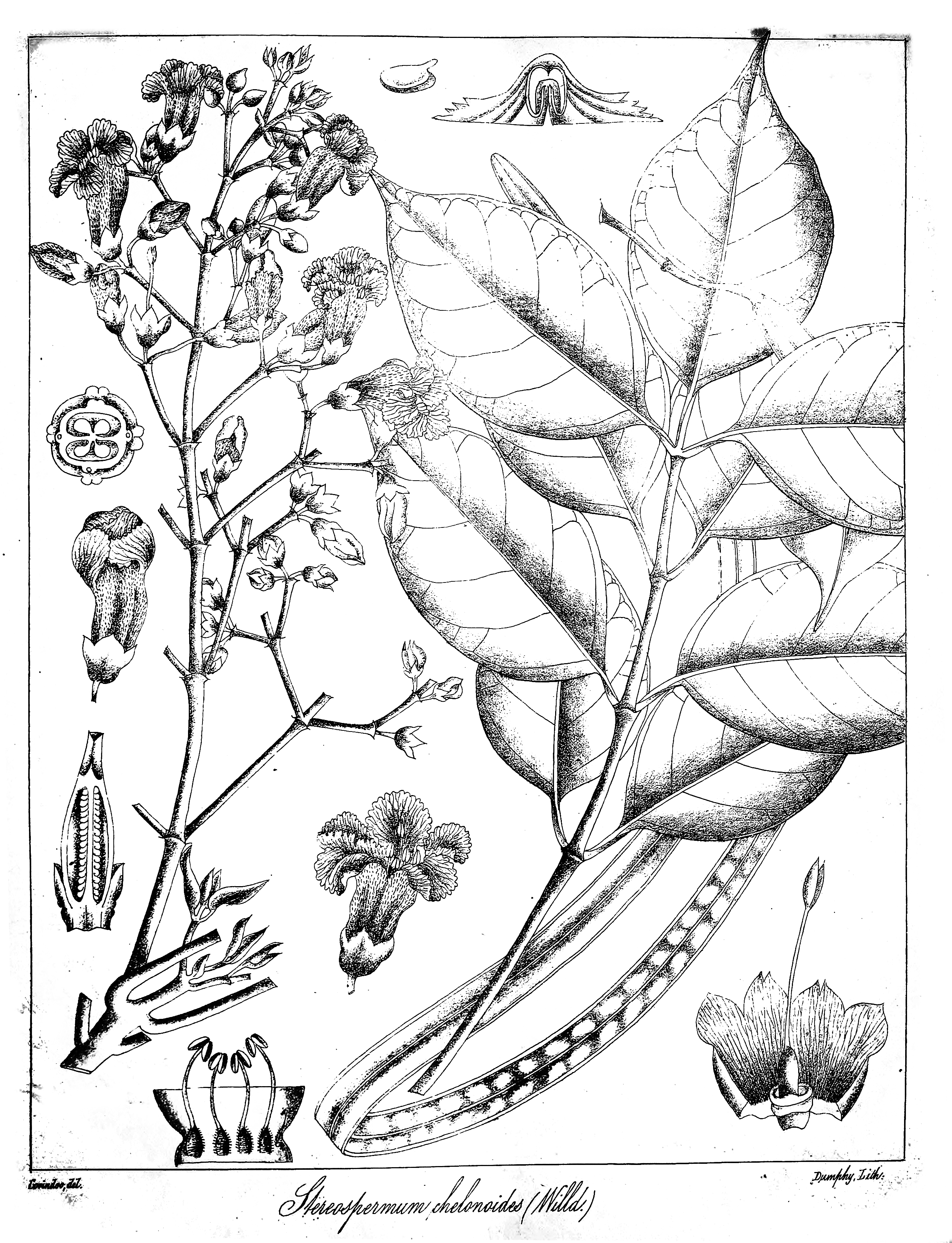
Illustration
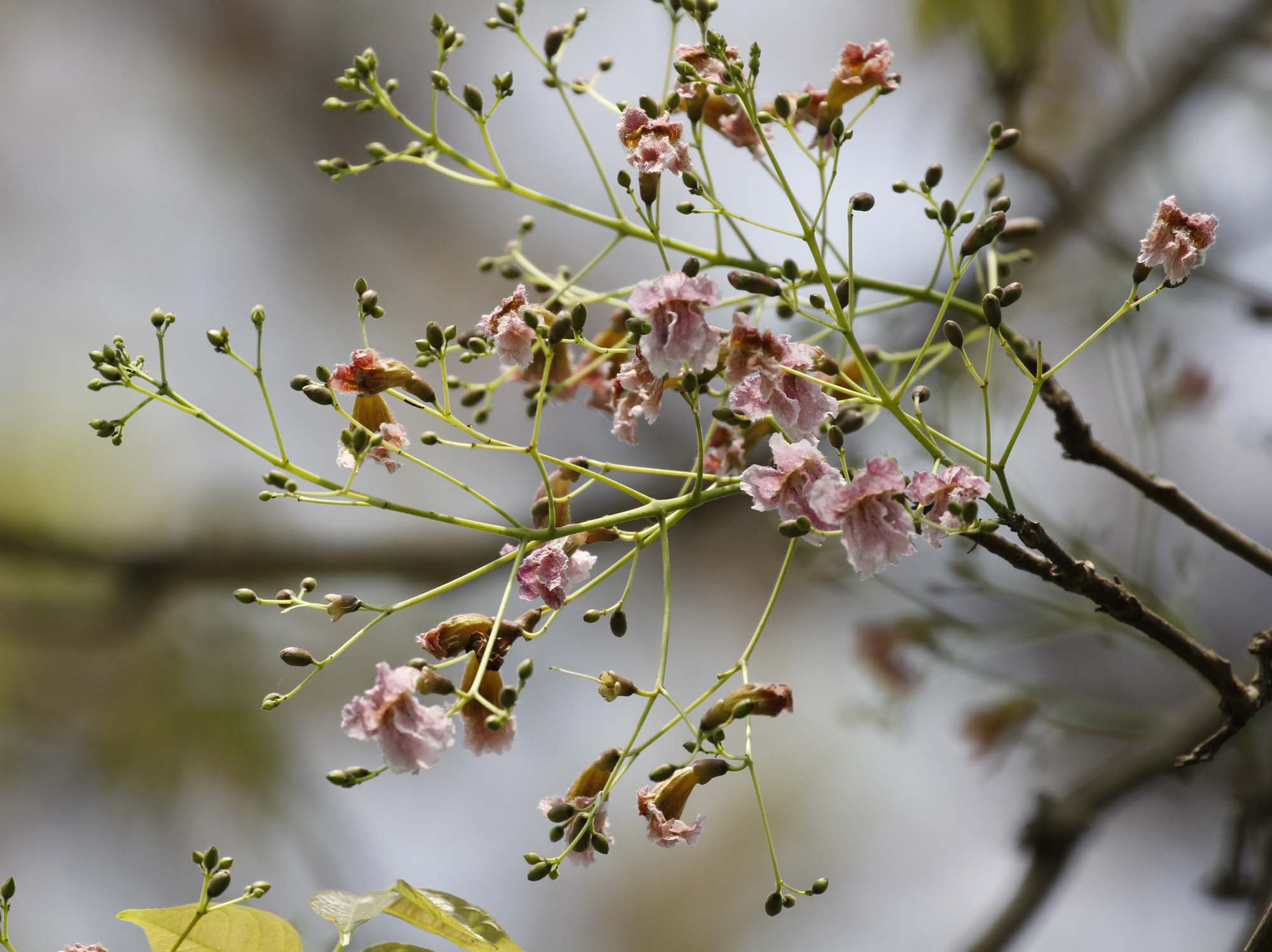
Blütenstand und junge Früchte